# Jamie Saft
Jamie Saft (Flushing, États-Unis, 1971) est un musicien multi-instrumentiste, producteur, ingénieur du son et compositeur new-yorkais.

## Biographie
Jamie Saft est né en 1971 dans le Queens et a étudié le piano dès l'âge de trois ans. Il a étudié au New England Conservatory of Music et à l'Université Tufts (Massachusetts). Il a commencé à jouer professionnellement alors qu'il était au lycée, avec des ensembles de jazz, de rock, ou en piano solo.
Il a travaillé avec, entre autres, The Beastie Boys, Bad Brains, The B-52's, Laurie Anderson, John Zorn, John Adams, Bobby Previte, Antony and the Johnsons et Dave Douglas. Il a également composé des musiques pour le cinéma et la télévision. Il est membre de plusieurs groupes, dont New Zion Trio et The New Standard (avec Steve Swallow et Bobby Previte).
Jamie Saft emploie principalement les claviers, les guitares et la basse. Son style est caractérisé par sa versatilité et sa capacité à s'adapter à différents contextes, qu'il s'agisse de reggae, de dub, de metal, de blues, de surf rock ou de jazz.

## Discographie

### Sous son nom
- Sovlanut (Tzadik, 2000)
- Breadcrumb Sins (Tzadik, 2002)
- Trouble: The Jamie Saft Trio Plays Bob Dylan (Tzadik, 2006) - Jamie Saft Trio
- Black Shabbis (Tzadik, 2009)
- A Bag of Shells (Tzadik, 2010)
- Borscht Belt Studies (Tzadik, 2011)

### AvecNew Zion Trio
- Fight Against Babylon (Veal, 2011)
- Chaliwa (Veal, 2013)
- Sunshine Seas (RareNoiseRecords, 2016)

### AvecJohn Zorn
- Taboo and Exile (Tzadik, 1999)
- Filmworks IX: Trembling Before G-d (Tzadik, 2000)
- Filmworks X: In the Mirror of Maya Deren (Tzadik, 2001)
- The Gift (Tzadik, 2001)
- Cobra: John Zorn's Game Pieces Volume 2 (Tzadik, 2002)
- IAO (Tzadik, 2002)
- Filmworks XI: Secret Lives (Tzadik, 2002)
- Filmworks XII: Three Documentaries (Tzadik 2002)
- Masada Anniversary Edition Vol. 2: Voices in the Wilderness (Tzadik, 2003)
- Masada Anniversary Edition Vol. 3: The Unknown Masada (Tzadik, 2003)
- Filmworks XVI: Workingman's Death (Tzadik, 2005)
- Astaroth: Book of Angels Volume 1 (Tzadik, 2005)
- Six Litanies for Heliogabalus (Tzadik, 2007), avec Moonchild
- Baal: Book of Angels Volume 15 (Tzadik, 2010), avec Ben Goldberg

### Avec The Dreamers
- The Dreamers (Tzadik, 2008)
- O'o (Tzadik, 2009)
- Ipos: Book of Angels Volume 14 (Tzadik, 2010)
- A Dreamers Christmas (Tzadik, 2011)
- Pellucidar: A Dreamers Fantabula (Tzadik, 2015)

### AvecElectric Masada
- 50th Birthday Celebration Volume Four (Tzadik, 2004)
- At the Mountains of Madness (Tzadik, 2005)

### Commesideman
- Ragged Jack (Avant, 1997), avec Cuong Vu
- The Only Juan (Love Slave Records, 2001), avec Jerry Granelli
- Merzdub (Caminante, 2006), avec Merzbow
- The Uninvited (482 Music, 2006), avec Modo Trio
- The Synth Show (Leo Records, 2008), avec Mark O'Leary et Kenny Wollesen
- Little Birds and Big Trucks (Veal Records, 2011), avec New Raspberry Bandits
- Nowness (Veal records, 2013), avec Jerry Granelli
- Red Hill (RareNoiseRecords, 2014), avec Wadada Leo Smith, Joe Morris, Balazs Pandi
- The New Standard (RareNoiseRecords, 2014), avec Steve Swallow & Bobby Previte
- Ticonderoga (Clean Feed Records, 2015), avec Joe McPhee, Joe Morris, Charles Downs
- Strenght and Power (RareNoiseRecords, 2016), avec Roswell Rudd, Trevor Dunn, Balazs Pandi
- She Moves On (Act Music, 2017), avec Youn Sun Nah